# Der Frauenschänder
Der Frauenschänder ist eine Erzählung aus den Geschichten aus Tausendundeine Nacht. Sie ist Teil der größeren Erzählung von Sul und Schumul. 

## Handlung
Einst lebte ein unverschämter Mensch namens Muharib Ibn Harb war, der seine Mitmenschen nicht achtete, verbotene Speisen aß, Überfälle gegen Beduinenstämme anzettelte und ohne Sinn und Verstand das Geld anderer Leute verprasste. Muharib hatte überdies eine Schwäche für Frauen und war dem so sehr verfallen, dass er sich alte Frauen hielt, die bei den Wüstenstämmen für ihn nach hübschen Frauen Ausschau halten sollten. Wenn die Frauen verheiratet waren, überfiel er sie, sobald sie einmal das Stammeslager verließen und nahm sie gefangen und versuchte sie zu vergewaltigen. Wenn die Frauen ihn gewähren ließen, ließ er sie leben, ansonsten tötete er sie. Sobald er anderswo von einem hübschen Mädchen hörte, machte er bei ihrem Vater einen Antrag. Bei Zustimmung heiratete er sie, bis er später eine neue Frau fand und die andere verstieß. Hatte er für die Verstoßene noch wohlwollende Gefühle, gab er sie dem Vater zurück, wenn nicht, gab er sie einem seiner Dienstboten weiter.
Nun wollte Muharib die Cousine des Hilal heiraten, doch als seine Brautwerber zu ihrem Vater kamen, gab diese – da sie überdies in Hilal verliebt war – ihm Nachricht und flehte ihn an, sie vor diesem Schicksal zu bewahren. Hilal ritt eilends zum Stamm, wo er Muharibs Brautwerber vertrieb und seinerseits seinen Onkel erfolgreich bat, ihm seine Tochter zur Frau zu geben. Hilal und seine junge Gattin zogen mitsamt bewaffneter Begleitung in ihrem Hochzeitszug durch die Wüste zu Hilals Stammeslager, als Muharib sie in Wüste überfiel, ihre Begleiter tötete und Hilal und seine Frau gefangen nahm. Dabei schlug er die junge Braut blutig, die laut weinte und um Hilfe schrie. So erregte sie Aufmerksamkeit des ebenfalls durch die Wüste ziehenden Sul, der sich Muharib Ibn Harb zum Kampfe stellte und ihn tötete. Das junge Brautpaar war wieder glücklich vereint und der Frauenschänder seinem gerechten Schicksal zugeführt worden.

## Hintergrund
Die Geschichte zählt weder zur bekannten Galland-Handschrift, die die Basis für die von Antoine Galland 1704 erschienene erweiterte Fassung von Tausendundeine Nacht bildete, noch zu seinen eigenen Ergänzungen, sondern geht auf die Tübinger Handschrift zurück, die wohl um das Jahr 1400 niedergeschrieben wurde. Die Geschichte findet sich in einer Neuübersetzung in Claudia Otts erschienenem Werk Tausendundeine Nacht – Das Buch der Liebe.
In der Arabian Nights Encyclopedia ist die Geschichte nicht enthalten.

## Ausgaben
- Claudia Ott: Tausendundeine Nacht – Das Buch der Liebe, C.H. Beck, München 2022.